# Matija Nenadović
Matija Nenadović o Mateja Nenadović (cirílico serbio: Матија Ненадовић; Матеја Ненадовић), también conocido como Prota Mateja, fue un arcipreste, escritor y político serbio que ocupó el cargo de primer primer ministro de Serbia de 1805 a 1807. Fue un destacado líder del Primer Levantamiento Serbio.

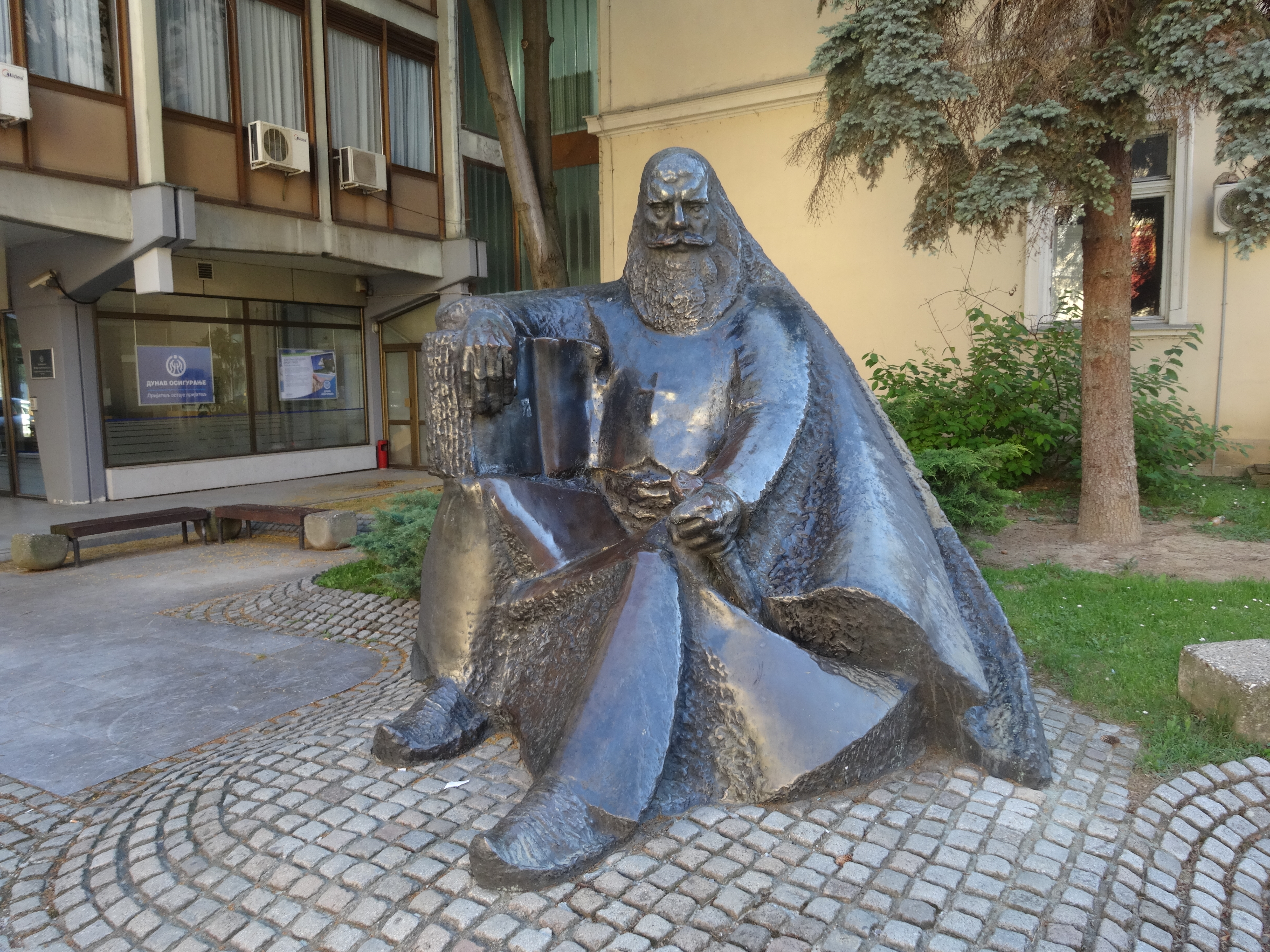
Monumento de Matija Nenadović en Valjevo

## Vida

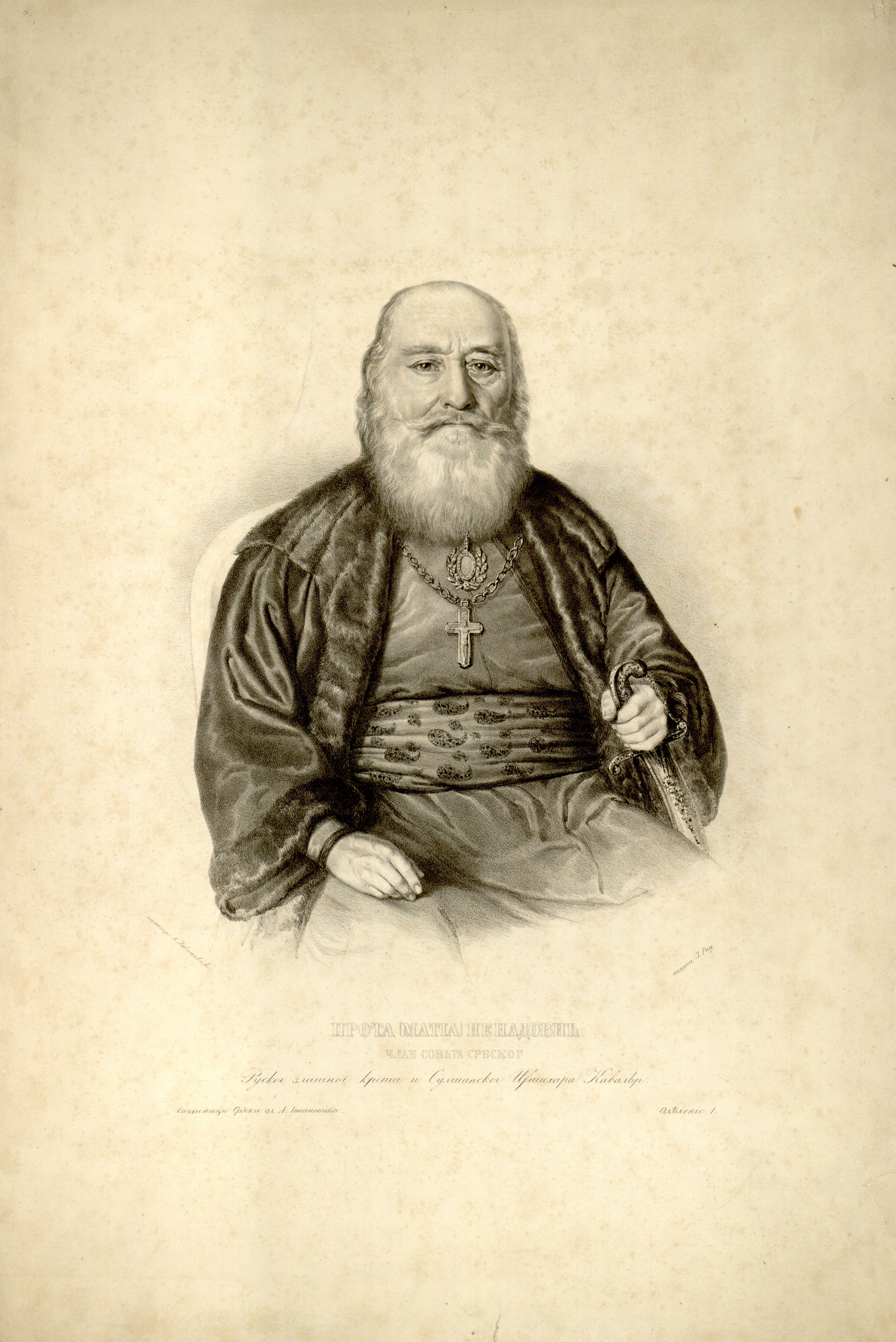
Litografía de prota Matija Nenadović por Anastas Jovanović.

A los dieciséis años fue ordenado sacerdote, y pocos años después fue ascendido a arcipreste (en serbio: Протојереј), coloquialmente prota (en serbio: прота) de Valjevo. Su padre, Aleksa Nenadović, Knez (magistrado jefe) del distrito de Valjevo, fue uno de los hombres públicos más populares y respetados entre los serbios a principios del siglo XIX. Cuando los cuatro jefes de los jenízaros del Sanjak de Smederevo (los llamados Dahias) pensaron que la única manera de impedir un levantamiento general de los serbios era intimidarlos asesinando a todos sus principales hombres, Aleksa Nenadović (1749-1804) fue una de las primeras víctimas. La política de los Dahias, en lugar de prevenir, provocó real e inmediatamente una insurrección general de los serbios contra los turcos.
Prota Mateja se convirtió en vicecomandante de los insurgentes del distrito de Valjevo (1804), pero no ocupó el cargo durante mucho tiempo, ya que Karađorđe lo envió en 1805 en misión secreta a San Petersburgo, y después lo empleó casi constantemente como enviado diplomático de Serbia ante Rusia, Austria, Bucarest y Constantinopla. Tras la caída de Karadjordje (1813), el nuevo líder de los serbios, Miloš Obrenović, envió a Prota Mateja como representante de Serbia al Congreso de Viena (1814-1815), donde abogó infatigablemente por la causa serbia. Durante esa misión se entrevistó a menudo con lord Castlereagh, y por primera vez los intereses nacionales serbios llegaron a conocimiento de los estadistas británicos. Las memorias de Prota Mateja (Memoari Prote Mateje Nenadovića) son la autoridad más valiosa para la historia del primer y segundo levantamiento serbio contra los turcos.
Tenía un hermano, Sima, voivoda. Su tío paterno, Jakov Nenadović, tuvo un papel igualmente importante en Serbia, como primer ministro del Interior. Mateja Nenadović tuvo un hijo, Ljubomir Nenadović.
Nenadović era masón.

## Trabajos
Es conocido sobre todo por su obra Las memorias de Prota Nenadović. También es autor de otras memorias y literatura documental.

## Legado
Está incluido en el libro Los 100 serbios más destacados.